# Elian Parrino
Elian Parrino (Rosario, Santa Fe, Argentina, 3 de septiembre de 1988) es un futbolista argentino, que actualmente juega como defensor en el Legnago Salus de la Serie D italiana.

## Carrera
Comenzó su carrera en Bartolomé Mitre de Perez (Santa Fe). De allí pasaría a las inferiores de Estudiantes de La Plata. Fue descubierto por el Sheffield United, cuando apareció en un amistoso de pretemporada contra ellos en el verano de 2010. Posteriormente, firmó a préstamo a por un año tras una temporada breve. A pesar de este movimiento que apenas incluso hacer que el banco de suplentes durante la primera mitad de la temporada, con el gerente de Gary Speed alegando que no estaba listo para el fútbol Inglés.
Después de la salida de la velocidad de la llegada del nuevo director de hojas Micky Adams ayudar a volver a encender Parrino de la temporada, inmediatamente le entrega un lugar en el once inicial y la instalación de él como primera opción en el lateral derecho. Desafortunadamente, su paso por el primer equipo llegó a su fin cuando se lesionó el metatarso, en febrero, una lesión que lo dejó fuera de acción por el resto de la campaña, aunque en mayo de 2011, Parrino expresó su deseo de permanecer en Bramall Lane después de que su contrato de préstamo se venció. Luego de su regreso a Estudiantes de La Plata, el Sheffield United decide comprar su pase y Parrino regresa a Inglaterra.
En la temporada 2013/2014 estuvo a préstamo para formar parte del plantel de Instituto Atlético Central Córdoba; donde disputa la segunda división del fútbol argentino.

## Clubes
| Club                    | País                | Año             |
| ----------------------- | ------------------- | --------------- |
| Estudiantes de La Plata | Argentina           | 2009 - 2010     |
| Sheffield United        | Inglaterra          | 2010 - 2011     |
| Estudiantes de La Plata | Argentina           | 2011            |
| Sheffield United        | Inglaterra          | 2012            |
| Instituto de Córdoba    | Argentina           | 2013 – 2014     |
| Lokomotiv Plovdiv       | Bulgaria            | 2014            |
| Douglas Haig            | Argentina           | 2015            |
| Coquimbo Unido          | Chile               | 2015 - 2016     |
| KF Shkëndija            | Macedonia del Norte | 2016            |
| Legnago Salus           | Italia              | 2017 - Presente |